# غريس نورمان
غريس نورمان (بالإنجليزية: Grace Norman)‏ هي تريثلت أمريكية، ولدت في 9 مارس 1998 في مورغانتاون في الولايات المتحدة.

## وصلات خارجية
- غريس نورمان على موقع اتحاد الترياتلون الدولي (الإنجليزية)
- غريس نورمان على موقع Paralympic.org (الإنجليزية)
- غريس نورمان على موقع IPC.InfostradaSports.com (مؤرشف) (الإنجليزية)
- غريس نورمان على موقع اللجنة الأولمبية والبارالمبية الأمريكية (الإنجليزية)